# Amália da Baviera
Amália Maria da Baviera (em alemão:  Amalie Maria; Munique, 24 de dezembro de 1865 — Estugarda, 26 de maio de 1912) foi Duquesa da Baviera por nascimento, além de Duquesa de Urach e Condessa de Württemberg pelo seu casamento com Guilherme Carlos, Duque de Urach, o futuro rei Mindaugas II da Lituânia.

## Família
Amália foi a única filha de Carlos Teodoro, Duque na Baviera e de sua primeira esposa, a princesa Sofia da Saxônia. Os seus avós paternos eram Maximiliano, duque na Baviera e Luísa Guilhermina da Baviera. Os seus avós maternos eram o rei João da Saxónia e a princesa Amélia Augusta da Baviera.
As avós de Amália, Luísa Guilhermina e Amélia Augusta, eram irmãs como filhas do rei Maximiliano I José da Baviera, e de sua segunda esposa, Carolina de Baden.

## Biografia

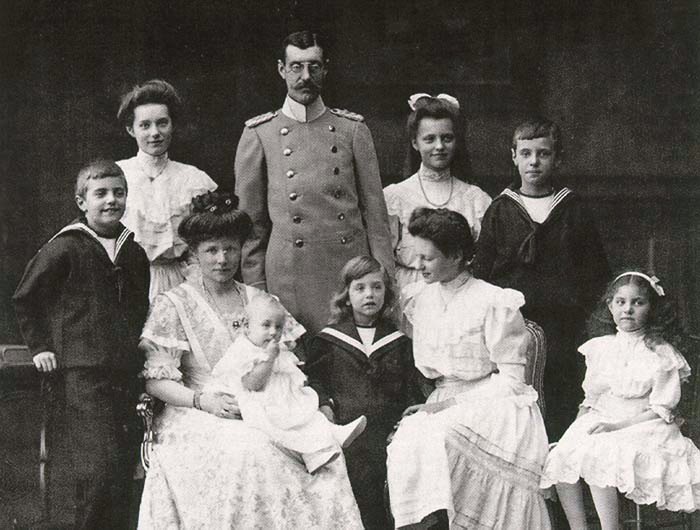
Amália e Guilherme Carlos com seus filhos.

Aos 26 anos, a duquesa Amália casou-se com o futuro duque Guilherme Carlos, de 28 anos de idade, no dia 4 de julho de 1892, na cidade de Tegernsee, no então Reino da Baviera. Ele era filho de Guilherme, 1.º Duque de Urach e de sua segunda esposa, a princesa Florestina de Mônaco.
O casal teve nove filhos, cinco meninas e quatro meninos.
Amália faleceu no dia 26 de maio de 1912, semanas após dar a luz à sua última filha, Matilde, aos 46 anos, em Estugarda,.

## Descendência
- Maria Gabriela de Urach (22 de junho de 1893 — 19 de março de 1908)
- Isabel de Urach (23 de agosto de 1894 — 12 de outubro de 1962), foi esposa do príncipe Carlos Aloísio de Liechtenstein, com quem teve quatro filhos;
- Carolina de Urach (6 de junho de 1896 — 26 de março de 1980), não se casou e nem teve filhos;
- Guilherme, 3.º Duque de Urach (27 de setembro de 1897 — 8 de agosto de 1957), foi marido de Elisabeth Theurer, com quem teve duas filhas;
- Carlos Gero de Urach (19 de agosto de 1899 — 15 de agosto de 1981), foi marido da condessa Gabriela de Waldburg zu Zeil und Trauchburg. Sem descendência;
- Margarida de Urach (4 de setembro de 1901 — 28 de janeiro de 1975), não se casou e nem teve filhos;
- Alberto de Urach (8 de outubro de 1903 — 11 de dezembro de 1969), conde de Württemberg. Sua primeira esposa foi Rosemary Blackadder, com quem teve uma filha, e depois foi casado com Ute Waldschmidt, com quem teve dois filhos;
- Ebardo de Urach (24 de janeiro de 1907 – 29 de agosto de 1969), conde de Württemberg. Foi marido da princesa Iniga de Thurn e Taxis, com quem teve cinco filhos;
- Matilde de Urach (4 de maio de 1912 – 11 de março de 2001), foi esposa de Frederico Carlos, 5.º Príncipe de Hohenlohe-Waldenburg-Schillingsfürst, com quem teve cinco filhos.

## Títulos e estilos
- 24 de dezembro de 1865 – 4 de julho de 1892: Sua Alteza Real Duquesa Amália na Baviera
- 4 de julho de 1892 – 26 de maio de 1912: Sua Alteza Real A Duquesa de Urach, Condessa de Württemberg, Duquesa na Baviera